# Wysocki (herb szlachecki)
Wysocki – odmiana herbu szlacheckiego Pierzchała (Kolumna).

## Opis herbu
W czerwonym polu pomiędzy dwoma złotymi półksiężycami, zwróconymi barkami do siebie, srebrna wieża szachowa. Prawdopodobnie jest to odmiana herbu Pierzchała (Sperski, Kolumna), tzw. Kolumna ze skrzydłami.
Z czasem zamiast skrzydeł domalowane zostały księżyce. Natomiast Znamierowski uważa herb za odmianę Ostoi.

## Herbowni
Dworzaninowicz, Korzeniewicz, Korzeniewiczowski, Wysocki.